# Voire
Die Voire ist ein Fluss in Frankreich, der in der Region Grand Est verläuft. Sie entspringt im Gemeindegebiet von Dommartin-le-Franc, entwässert generell in westlicher Richtung und mündet nach rund 56 Kilometern unterhalb von Chalette-sur-Voire als rechter Nebenfluss in die Aube. Auf ihrem Weg durchquert die Voire die Départements Haute-Marne und Aube.

## Orte am Fluss
- Mertrud
- Sommevoire
- Montier-en-Der (Gemeinde La Porte du Der)
- Puellemontier (Gemeinde Rives Dervoises)
- Villeret
- Rances
- Courcelles-sur-Voire
- Rosnay-l’Hôpital
- Bétignicourt
- Chalette-sur-Voire